# 卡纳莱斯
卡纳莱斯，是西班牙卡斯蒂利亚-莱昂阿维拉省的一个市镇。 总面积7km2, 总人口57人（2001年），人口密度8人/km2。